# Bäverån
Bäverån är en å i södra Lappland, Arvidsjaurs kommun. Högerbiflöde till Byskeälven. Längd inklusive källflöden ca 30 km. Källflöde Laxbäcken, största biflöde Slevån. Bäverån mynnar i Byskeälven vid Boksel ca 1 mil öster om Abborrträsk (ca 3 mil sydväst om Arvidsjaur).